# Brachypogon caecus
Brachypogon caecus är en tvåvingeart som beskrevs av Anurup Kumar Sarkar och Dasgupta 2006. Brachypogon caecus ingår i släktet Brachypogon och familjen svidknott. Inga underarter finns listade i Catalogue of Life.